# Artaxa
Artaxa is een geslacht van vlinders van de familie spinneruilen (Erebidae), uit de onderfamilie Lymantriinae.

## Soorten
- A. cina Strand, 1915
- A. digramma Boisduval, 1844
- A. distracta Walker, 1865
- A. fulvistriata Swinhoe, 1903
- A. gentia Swinhoe, 1903
- A. guttata Walker, 1855
- A. hannemanni Schintlmeister, 1994
- A. hemixantha Collenette, 1938
- A. lunula Bethune-Baker, 1908
- A. maza Swinhoe, 1903
- A. montiphaula Holloway, 1999
- A. nubilosa van Eecke, 1928
- A. ormea Swinhoe, 1903
- A. pentatoxa Collenette, 1930
- A. phaula Collenette, 1932
- A. rubiginosa Snellen, 1877
- A. sabahensis Holloway, 1976
- A. tanaoptera (Collenette, 1938)
- A. tuhana Holloway, 1976
- A. vilellina Kollar, 1848